# Roblox
Роблокс (енгл. Roblox) је бесплатна видео-игра која омогућава корисницима да дизајнирају сопствене игре и играју широк избор различитих врста игара које су креирали други корисници.
Сама платформа хостује игре које праве корисници и виртуелне светове који покривају широк спектар жанрова, укључујући забавне, игре са препрекама, игре улога, и друге. Од августа 2019. Роблокс има преко 100 милиона активних корисника месечно. Корисници сајта могу да направе свој налог и повезују се са пријатељима. У игрици постоји и валута - Робукс (енгл. Robux), помоћу које корисници могу да уреде свог лика, купују гејм-песове (енгл. Gamepass) и слично.